# Lučina (Ćićevac)
Lučina (em cirílico: Лучина) é uma vila da Sérvia localizada no município de Ćićevac, pertencente ao distrito de Rasina, na região de Pomoravlje. A sua população era de 817 habitantes segundo o censo de 2011.

## Demografia
| 1948 | 1953 | 1961 | 1971 | 1981 | 1991 | 2002 | 2011 |
| ---- | ---- | ---- | ---- | ---- | ---- | ---- | ---- |
| 1034 | 1017 | 1059 | 1082 | 1087 | 1005 | 927  | 817  |